# エドトレオチド

^{90}Y labelled edotreotide

エドトレオチド（Edotreotide、DOTATOC、開発コードSMT487）は（DOTA0-Phe1-Tyr3）オクトレオチドとも呼ばれるキレート剤の一つである。様々な放射性同位体を担持させ、ある種の癌の診断・治療に用いられる。
若年者（25歳以下）の悪性腫瘍を、正常細胞を傷付ける事なく発見できる方法として、米国NCIが研究中である。研究対象には神経芽細胞腫、小児脳腫瘍、消化器癌が含まれる。
進行神経内分泌腫瘍（NET）の姑息的治療に90Y-DOTATOCを用いる研究が実施されている。

## 構造
DOTATOCは次の2つの分子がアミド結合したものである。
- 1,4,7,10-テトラアザシクロドデカン-1,4,7,10-四酢酸（DOTA）
- オクトレオチド - D-Phe-cyclo[Cys-Tyr-D-Trp-Lys-Thr-Cys]-Thr(ol) （TOC）

DOTAはキレート剤で、様々な多価金属イオンに強固に配位結合する。DOTAの4つの酢酸の1つが、オクタペプチドであるTOCのD-フェニルアラニンのN末端と結合している。構造内にD-アミノ酸がある事で、半減期が長くなっていると思われる。ソマトスタチンの半減期が2〜4分であるのに対し、DOTATOCの半減期は1.5〜2時間である。

## 診断薬としての応用
DOTATOCにγ線を放射する短半減期核種（111In等）やβ+崩壊する核種（68Ga等）を担持させるとSPECTやPETで腫瘍の位置や転移の有無・場所を特定できる。

### シンチグラフィー
111In-DOTATOCを用いた研究が実施されているが、111In-ペンテトレオチドを用いたソマトスタチン受容体シンチグラフィーに比べて際立って有利な点はない。

### ポジトロン断層法
DOTATOCにGa発生機から得られた68Gaを担持させると、ソマトスタチン受容体を持つ腫瘍をポジトロン断層法で確認できる。68Ga-DOTATOCはそれ自身が腫瘍細胞に集積されるので、放射線量をイメージングして三次元で図示することが可能である。
68Ga-DOTATOCは腫瘍と通常細胞での受容体発現量を定量的に表示できる。68Ga-DOTATOCは神経内分泌腫瘍の測定に関して111In-DTPA-オクトレオチドに優っている。DOTATOCはDPTA-オクトレオチドより水溶性が高く、腎臓からの排泄が速い。
68Ga-DOTATOC/PETでは、直径7〜8mmの腫瘍・転移巣を検知できる。その一方、111In-DPTA-オクトレオチドで検知できる腫瘍径は25mm以上である。
PETのみでは集積部位に関する解剖学的情報は得られないが、CTを併用する（PET/CT）事で回避することができる。

## 治療薬としての応用
神経内分泌腫瘍の成長は比較的遅いので、本質的に増殖の早い細胞のみを攻撃する従来の化学療法薬は有効ではない。加えて、症状を呈するのは大部分は後期ステージに入ってからであり、通常は転移巣を有する。この状態では癌の治療は非常に難しい。
神経内分泌腫瘍におけるDOTATOCとソマトスタチン受容体との特異的結合は、治療目的にも応用し得る。DOTATOCとβ線放射核種を組み合わせると、腫瘍細胞のDNAに選択的にダメージを与えることができる。これは放射線ペプチド療法と呼ばれ、内部放射線療法の一種である。β線の飛翔距離は数mmのみなので、周囲の健常細胞は大部分救われる。

### 放射線核種
使用可能な核種は90Yと177Luである。90Yは半減期が64.1時間で2.28MeVの電子を放出する。ヒト組織内での飛翔距離は11mm前後である。それに対して177Luの放出するエネルギーは0.5MeVであり、飛翔距離は約1.5mmで、半減期は6.73日である。177Luからはγ線も放出される。

### 臨床応用
神経内分泌腫瘍の他にも、ソマトスタチン受容体を発現する多くの癌腫に適用できる。例えば前立腺癌等である。他にも肺癌や転移性乳癌等についても臨床開発段階にある。神経膠腫についても試験されている。

### 制限事項
90Y-DOTATOCは腫瘍細胞表面にソマトスタチン受容体が発現している場合のみ使用可能である。さらに、90Yや177Luで惹起される放射線障害性腎毒性が問題となる。2種のアミノ酸―アルギニンおよびリシン―をDOTATOCと同時に投与すると腎障害は軽減されるが、別の副作用が出現する。

### 治療成功
この治療で癌を治癒させることは不可能であるが、有効であった患者では腫瘍の成長および転移が停止する。患者のQOLは劇的に改善する。2015年時点では、正式に認可されていない。また適応は姑息的である。